# Banski Kovačevac
Banski Kovačevac is een plaats in de gemeente Lasinja in de Kroatische provincie Karlovac. De plaats telt 274 inwoners (2001).